# 向挙
向挙（こうきょ、中国語: 向舉、生没年不詳）は、蜀漢の人物。青衣侯。
三国志・先主伝に、建安二十五年（220年）に劉備に即位を勧める前段として瑞兆を告げる臣下の二番目にあげられている。
華陽国志・巻三に、漢嘉県で当時手本になった人物としてその名が見られる。
三国志演義には、劉備に即位を勧める場面で「尚挙」（しょうきょ）が青衣侯として登場している。